# Alajärvi (sjö i Finland, Lappland, lat 68,60, long 27,45)
Alajärvi är en sjö i Finland. Den ligger i kommunen Enare i landskapet Lappland, i den norra delen av landet, 900 km norr om huvudstaden Helsingfors. Alajärvi ligger 136,6 meter över havet. Den är 22,95 meter djup. Arean är 3,44 kvadratkilometer och strandlinjen är 10,87 kilometer lång. Sjön  ingår i Pasvik älvs huvudavrinningsområde. 